# St. Thomas Mount

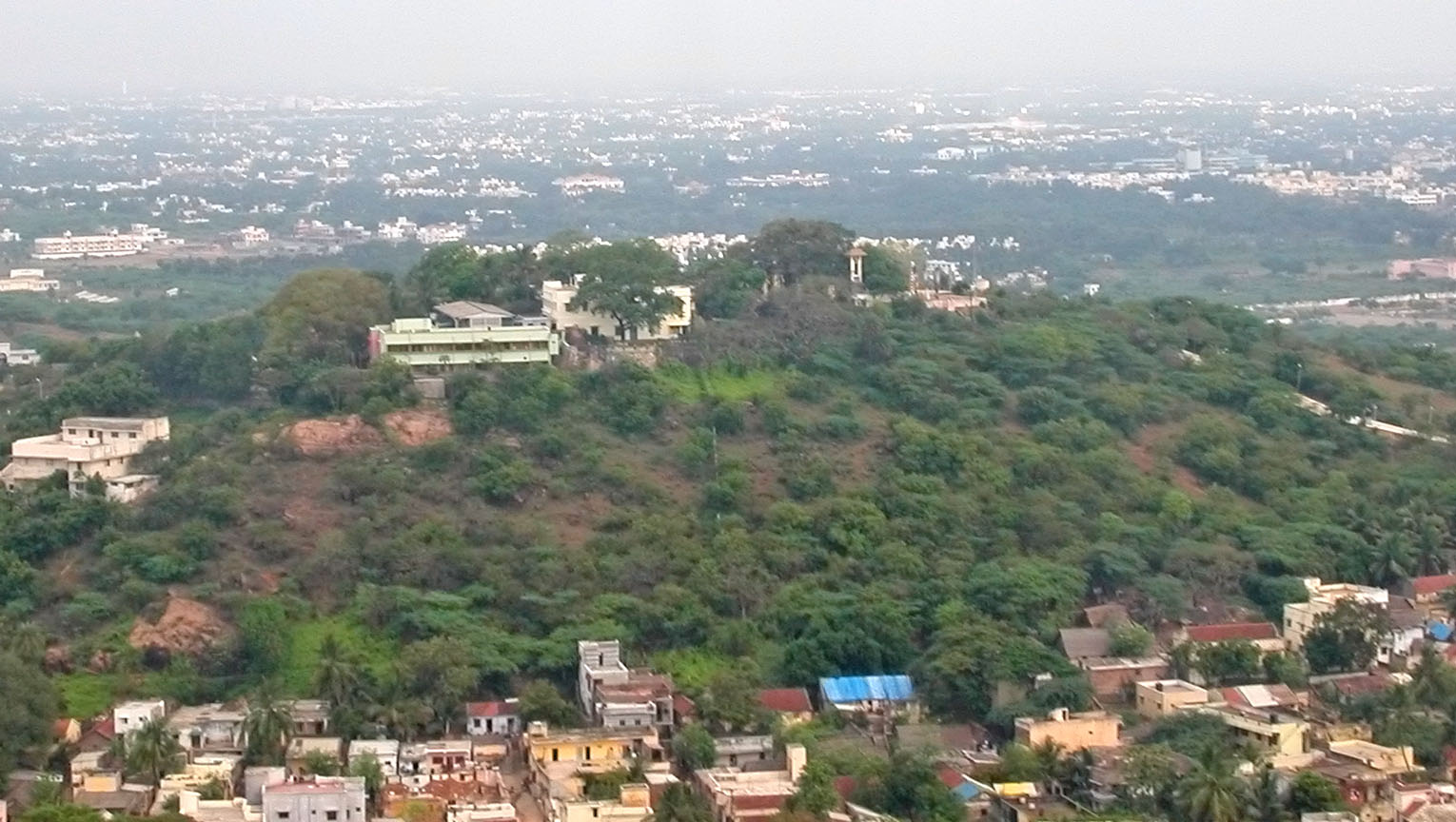
Blick auf den St. Thomas Mount

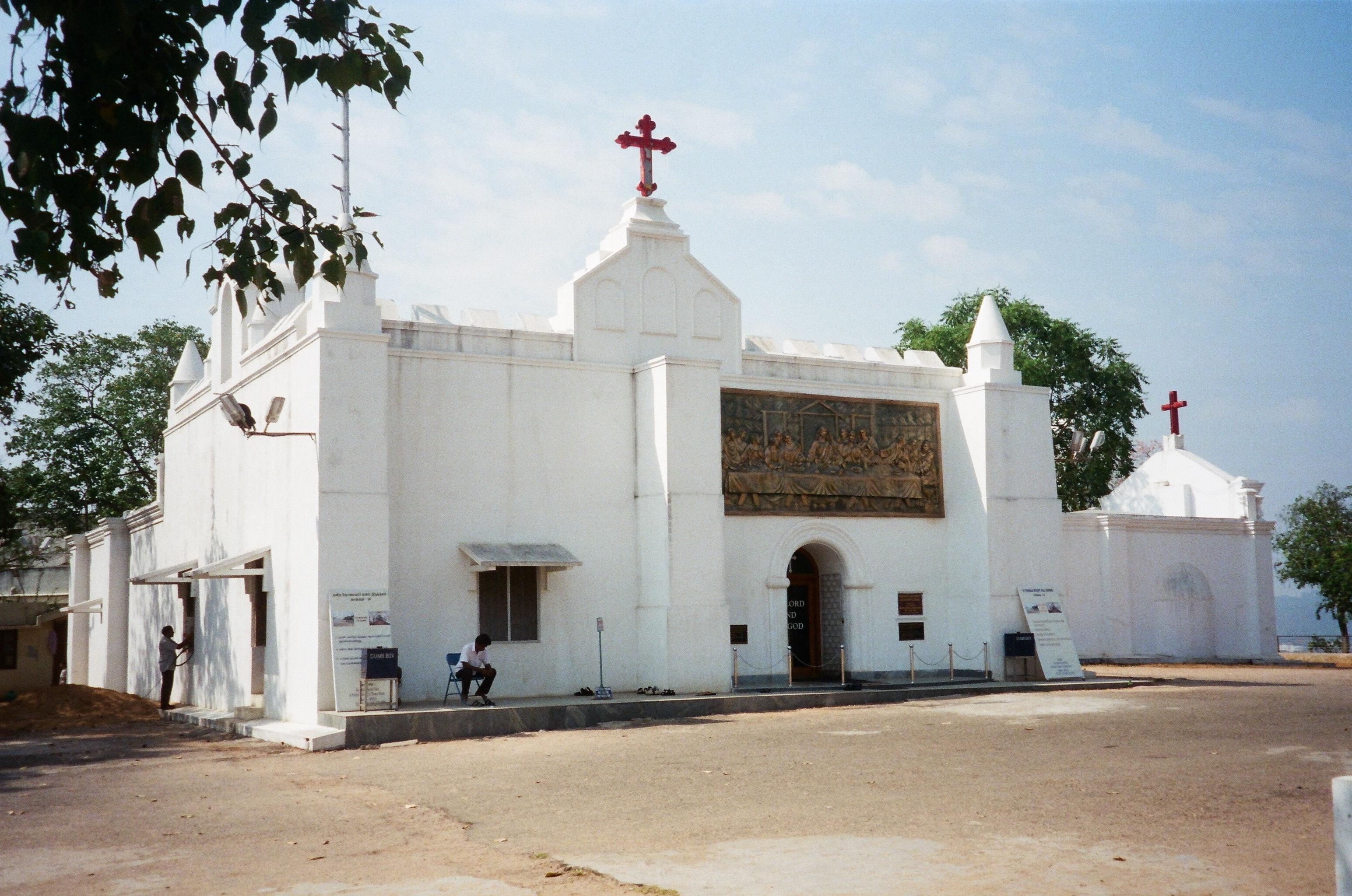
Die Kirche Our Lady of the Expectation

Der St. Thomas Mount (Tamil: புனித தோமையர் மலை; auch Parangimalai, Tamil: பரங்கிமலை) ist eine Anhöhe im gleichnamigen Vorort von Chennai (Madras), der Hauptstadt des südindischen Bundesstaates Tamil Nadu. Er verdankt seinen Namen dem christlichen Apostel Thomas, der angeblich hier den Märtyrertod erlitten haben soll. Der 67 Meter hohe St. Thomas Mount befindet sich im Süden der Stadt nahe dem Flughafen Chennai.
Der Überlieferung nach soll der Apostel Thomas nach dem Tod Jesu nach Indien gezogen sein. Die Thomaschristen an der Malabarküste führen ihre Geschichte auf die Mission durch Thomas zurück. Von der Malabarküste soll Thomas nach Mylapore (heute ein Stadtteil Chennais) gezogen und sich in einer Höhle auf dem Little Mount rund vier Kilometer östlich des St. Thomas Mount niedergelassen haben. Im Jahr 72 sei er auf dem St. Thomas Mount mit einem Speer getötet worden. Danach soll er in Mylapore an der Stelle, wo sich heute die St. Thomas Basilica befindet, beigesetzt worden sein.
Auf dem Gipfel des St. Thomas Mount steht die Kirche Our Lady of Expectation, die die Portugiesen 1523 an der Stelle einer alten nestorianischen Kirche, die 1293 von Marco Polo besucht wurde, errichteten. Im 18. Jahrhundert wurde die Kirche unter der Patronage armenischer Händler erweitert. In der Kirche befindet sich ein Steinkreuz mit einer mittelpersischen Inschrift, das vermutlich im 8. Jahrhundert an der Stelle aufgestellt wurde. Auf den Hügel führt ein Anstieg von 200 Treppenstufen.
Verwaltungsmäßig gehört der St. Thomas Mount zur Garnisonsstadt (cantonment) St. Thomas Mount-cum-Pallavaram im Distrikt Chengalpattu. Seit der Stadterweiterung von 2011 bildet er eine Enklave innerhalb des Stadtgebiets von Chennai. 1,2 Kilometer Luftlinie südlich des St. Thomas Mount befindet sich der Bahnhof St. Thomas Mount, der von der Chennaier Vorortbahn, der Metro Chennai und in Zukunft auch von der Hochbahn Chennai Mass Rapid Transit System bedient wird.